# Tricosan
Tricosan ist ein langkettiges, lineares Alkan.

## Vorkommen
Tricosan ist eine der Hauptkomponenten von Paraffinwachs. Das Mineral Evenkit besteht überwiegend aus Alkanen. Deren Kettenlänge beträgt 19 bis 28, wobei Tricosan die Hauptkomponente ist. Es ist außerdem eine Komponente in Ozokerit. Dessen Zusammensetzung unterscheidet sich je nach Herkunft, Tricosan ist jedoch zuweilen eine der wichtigsten Komponenten. Es ist außerdem ein Bestandteil des Wachses der Cuticula von Pflanzen. Dessen Zusammensetzung unterscheidet sich stark zwischen Pflanzen, sowohl was den Anteil an Alkanen angeht als auch deren Kettenlänge. Tricosan macht im Allgemeinen einen geringen Anteil aus, Hauptkomponenten sind meist längere Alkane, beispielsweise Nonacosan.

## Verwendung
Tricosan ist ein Bestandteil von Dieseltreibstoff. Dieser enthält unter anderem Alkane, die meist eine Kettenlänge zwischen neun und 24 aufweisen.